# مادلين فيرنيه
مادلين فيرنيه (بالفرنسية: Madeleine Vernet)‏ (3 سبتمبر 1878 - 5 أكتوبر 1949) معلمة فرنسية وكاتبة وتحررية ومناهضة للعنف. هاجمت انتهاكات نظام الدولة في دور الحضانة، إذ استخدِم الأطفال في كثير من الأحيان للعمالة. أسست «المستقبل الاجتماعي» عام 1906 وهي دار لأطفال العمال الأيتام، والتي أدارتها رغم معارضة الحكومة حتى عام 1922، عندها استقالت بعد أن استولى الشيوعيون على المجلس. مادلين داعية للسلام خلال الحرب العالمية الأولى (1914-1918)، واستمرت في المشاركة في المنظمات السلمية بعد الحرب.

## حياتها

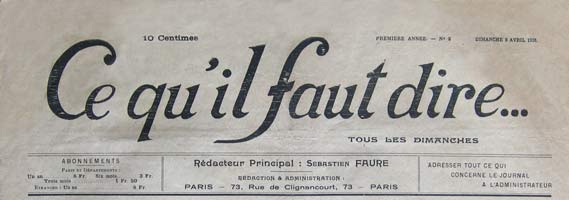
Ce ce qui nous dire هي صحيفة لاسلطوية تأسست في 2 أبريل 1916 على يد سيباستيان فور وغيره من اللاسلطويين للتحدث علنًا ضد الحرب و"بيان الستة عشر". لا يمكن نشر سطر من البيان المضاد الموجود في العدد الأول الخاضع للرقابة. - 2 بتاريخ 9 أبريل 1916

### قبل الحرب
ولدت مادلين يوجين كليمانتين فيكتورين كافيلير في 3 سبتمبر 1878 في هولم، ثم في سين-إنفيريور. في عام 1888 استقر والداها في بارنتين في سين- إنفيريور، حيث أدارا شركة صغيرة. نحو عام 1900 انتقلت والدتها الأرملة إلى بيسي بوفيل في سين-إنفيريور، وتولت مسؤولية أربع فتيات من المساعدة العامة. وهذا ما ألهم مادلين أن تكتب سلسلة من المقالات عن «أطفال المكتب» في مجلة الحر الخاصة بتشارلز جويز، والتي شجبت فيها بؤس الأطفال المتبنين وإساءة المعاملة التي تتسامح معها الإدارة. كتبت عن الأسر التي حصلت على بدل للأطفال المتبنين واستخدمتهم للعمالة. بسبب مقالاتها عن الفساد التي نُشرت في كبرى الصحف، اتخذت لنفسها اسمًا مستعارًا «مادلين فيرنيه». ردًا على ذلك عزلت الإدارة الفتيات الموكلين إلى أمها. حاولت في وقت لاحق إنشاء أول دار للأيتام تديره تعاونيات العمال في منطقة روان، لكن المشروع فشل.
في عام 1904 شاركت مادلين فيرنيه في تأسيس مدرسة روش في رامبوييه، وهي مدرسة مكرسة للتعليم الطليعي. قالت إن تعليم الأطفال هو واحد من أعظم المسؤوليات الاجتماعية. في أواخر عام 1904 ذهبت إلى باريس حيث عملت كمحاسبة وحاولت الحصول على دعم لخططها من النقابات والجمعيات التعاونية والصحفيين والنواب. التقت ألبرت توماس ومارسيل سيمبات وجورج إيفوت في باريس. خاب أملها بسبب عدم اهتمام النسويات، اللواتي كن أكثر اهتمامًا بأنفسهن من النضال الاجتماعي. ارتبطت بالفعل بالأوساط التحررية، ونشرت كتيبًا عن الحب الحر. ندد الكتيب بالزواج مصدر الرياء والحزن، وأكد على قيمة الحب الحقيقي دون قيود أو التزامات اجتماعية. مع ذلك اعتقدت أنه ينبغي على المرأة أن تصبح أمًا. ساهمت في مجلتي التحررية ونيو تايمز خلال سنوات ما قبل الحرب، وكتبت ضد التطرف في المذهب المالتوسي الجديد الذي أدى إلى الحد من الولادات أو القضاء عليها.
تمكنت مادلين فيرنيه من تأسيس دار أيتام «المستقبل الاجتماعي» في منزل صغير في نيوي بلايسانس في سيين إتواز في 1 مايو 1906، بفضل مدخرات والدتها وبمساعدة أختها ورفيقها لويس تريبييه. استأجرت منزلاً آخر، بعد أن أصبح العدد أربعة وعشرين مقيمًا في أغسطس 1906. بلغ العدد بحلول عام 1907 سبعة عشر فتى وثلاثة عشر فتاة. دُعِم دار الأيتام من خلال تبرعات الأصدقاء ومساعدة جمعية لا بيليفيلواز التعاونية واشتراكات من البشرية والحرب الاجتماعية. نقلت دار الأيتام إلى إبون في سين إتواز في أبريل 1908. واجهت معارضة من رجال الدين المحليين ومضايقات من قبل الإدارة.
اتبعت فيرنيه أساليب بول روبن في إعطاء الأطفال تعليمًا منطقيًا. جادلت لصالح التعليم المختلط وخلط الفتيات والفتيان بدلًا من فصلهم كما في السجن أو الدير. بالنسبة لها فالبيئة التعليمية المثالية هي الأسرة. تعرضت مدرسة دار الأيتام لهجوم بسبب «التعليم المختلط غير الصحي»، وفُرضت غرامة كبيرة وسُحِب حق مادلين في التدريس. أغلق الفصل ولكن دار الأيتام نجت. تزوجت من شريكها لويس تريبييه في 12 أكتوبر 1909.

### الحرب العالمية الأولى
خلال الحرب العالمية الأولى (1914-1918)، أُجبرت مادلين فيرنيه على مغادرة إبون لفترة من الزمن والانتقال إلى «مستعمرة أطفال القوات المعبأة» في إريتات في سين-إنفيريور. كانت قادرة على العودة إلى إبون بعد استقرار الجبهة. شاركت في الدعاية السلمية طوال الحرب. عممت قصيدة «للانتقام منها» سرًا والتي أهدتها «لرفاقنا المفقودين.. ضحايا الخطأ». طبعت قصائدها المناهضة للعنف على البطاقات البريدية وأرسلتها بالبريد إلى الجنود المرابطين في الخنادق. علمت السلطات أنها ستستخدم مثولها أمام المحكمة كمنتدى للنقاش العام، وحرصوا على عدم احتجازها.
منحت مادلين فيرنيه منزلًا للابن البكر لماري وفرانسوا مايو، الذي سُجن بسبب الدعاية المناهضة للروح العسكرية ونظمت لجنة للدفاع عن المعلمة هيلين بريون، سكرتيرة مجلس إدارة إبون. بعد أسبوعين من إلقاء القبض على بريون، قدمت فيرنيه كتيبًا من 30 صفحة، قدمت القضية باعتبارها قضية دريفوس أخرى. كتبت: «من هذا النسيج من العداوات اتضح أن هيلين بريون شخصية خطيرة ومشبوهة -لا سلطوية وثورية ومالتوسية ومناهضة للروح العسكرية وانهزامية.. لم تكن كلمة التجسس واضحة بشكل مباشر، لكنها ظهرت ما بين السطور». قدمت فيرنيه صورة مختلفة تمامًا عن الشخص الكريم والمتفاني الذي كرس نفسه لمساعدة الأطفال والنساء والعمال.
وزعت مادلين فيرنيه كتيبًا سريًا ونسختان من «أصوات خُنِقت»، وهي ورقة مناهضة للعنف. ساهمت في تنقيح «ماذا أقول» لسيباستيان فور في 1916-1917. نشرت كتاب «المدرسة العلمانية» في أبريل 1918، وباشرت بإلقاء المحاضرات بجولة في ليون وسانت إتيان وفيرميني وسانت شاموند. عند عودتها إلى إبون وُجهت إليها تهمة الدعاية الانهزامية، لكن أسقِطت التهم مع الهدنة.

### ما بعد الحرب
ارتبطت مادلين فيرنيه بالنسوية والسلمية والأمومة مثل غيرها من النسويات في ذلك الوقت. رأت الأمومة كمصدر للسعادة والوفاء، وفكرت أن المرأة التي أعطت الحياة لا بدّ أن تكون معاديةً للحرب التي أخذت الحياة بعيدًا. أسست مادلين فيرنيه مجلة الأمومة والتعليم في أكتوبر 1917، والتي نشرتها حتى وفاتها. عززت المجلة أيديولوجية الأم المربية وقدمت نصيحة بشأن النظافة إلى «أمهات الناس». هنأتها الاشتراكية والنسوية لويز بودين قائلة: «يوجد أم وطفل منذ الأزل، وفي مجتمع لا يضيع بسبب الأنانية والرذيلة والجريمة ينبغي أن يساهم كل شيء في تبجيل الأم والطفل». في أكتوبر 1919 غيرت مجلة الأمومة والتعليم عنوانها الفرعي من «مجلة التعليم الشعبي» إلى «مجلة تعليم الأسرة».
شجبت فيرنيه النفاق تجاه الأمومة في مجلتها الأمومة والتعليم، والذي لاحظته بشكل خاص مع الأمهات غير المتزوجات إذ اعتبرت الأمومة خارج الزواج انحلالًا. اعتقد «معيدو الإعمار» الذين أرادوا بناء فرنسا بعد خسائرها الهائلة خلال الحرب أنه من غير الأخلاقي مساعدة الأمهات غير المتزوجات. ناقشتهم فيرنيه وباعتقادها إن على الدولة مساعدة الأمهات غير المتزوجات، وأرادت الاعتراف بالأمومة على أنها وظيفة حقيقية. ومع ذلك وعلى عكس النسويات الأخريات، لم تؤيد تعويض الدولة عن الأمومة. ومن بين المتعاونات معها نيللي روسيل ولويس بودين وهيلين بريون، وجميعهن من الناشطات النسويات المتطرفات. أصرت فيرنيه على أن الرجال يجب أن يكونوا مسؤولين عن الدعم المالي لأطفالهم، وكتبوا رداً على مادلين بيليتيه مفاده أن «الحب الحر لا يحرر للنساء».
أسست مادلين فيرنيه رابطة النساء ضد الحرب في باريس عام 1921، مع نحو 500 عضو عند الإنشاء. واصلت عملها التعليمي في دار الأيتام في إبون لفترة من الوقت. بحلول عام 1922 كانت غالبية أعضاء مجلس إدارة دار الأيتام شيوعيين. لم توافق فيرنيه على وجهات نظرهم، وفي يناير 1923 استقالت من منصب المدير. شاركت في تعليم الأمهات والنسوية والسلم. كانت مادلين فيرنيه أمينة عامة للجنة الدولية للعمل والدعاية من أجل السلام ونزع السلاح في عام 1928. في يونيو 1927 أسست مادلين مجلة «الرغبة في السلام» وقد كانت عضوًا في اللجنة، ونُشرت حتى يناير 1936. حُظِرت المجلة عندما حوكم زوجها لويس تريبييه لإثارة العصيان العسكري. انتخِبت فيرنيه للجنة التوجيهية للرابطة الداخلية للمقاتلين من أجل السلام في أبريل 1935.
تقاعدت مادلين فيرنيه في ليفالوا بيريت، حيث توفيت في 5 أكتوبر 1949. دُفِنت في مقبرة بارنتين في سين-إنفيريور.